# Bubussuso
Bubussuso (Bubususo, Bubussuço, Bubususu, ehemals Bibisuso, Bibissuço, Bibissuso, Bibissusso, Bibissousso, Bibiçuço) ist ein osttimoresischer Suco im Verwaltungsamt Fatuberlio (Gemeinde Manufahi).

## Geographie
Bubussuso liegt im Nordwesten des Verwaltungsamts Fatuberlio. Westlich befindet sich der Suco Fahinehan, nördlich und östlich der Suco Caicassa. Im Süden grenzt Bubussuso an das Verwaltungsamt Alas mit seinen Sucos Dotik und Aituha. Entlang der Ostgrenze fließt der Südliche Lacló. Bubussuso hat eine Fläche von 19,47 km² und teilt sich in die fünf Aldeias Aituha, Bubulora, Bubussusso, Lihu Lau und Orlora.
Der Ort Bubussuso liegt im Norden des Sucos, auf einer Meereshöhe von 715 m. Hier befindet sich die Grundschule des Sucos, die Escola Primaria Bubussuso und ein provisorischer Hubschrauberlandeplatz.
Größere Straßen, die den Suco mit der Außenwelt verbinden, fehlen. So mussten für die Parlamentswahlen in Osttimor 2007 die Wahlurnen zum Wahllokal in der Grundschule mit einem Hubschrauber hingebracht und wieder abgeholt werden. Im Norden liegen die Dörfer Bubussuso, Bubulora (Bobolora), Aituha, Lihu Lau (Liholau) und Orlora. Die Kapelle Santu Agustinho Bubususu befindet sich in der Aldeia Orlora. Sie gehört zur Pfarrei Fatuberlio.

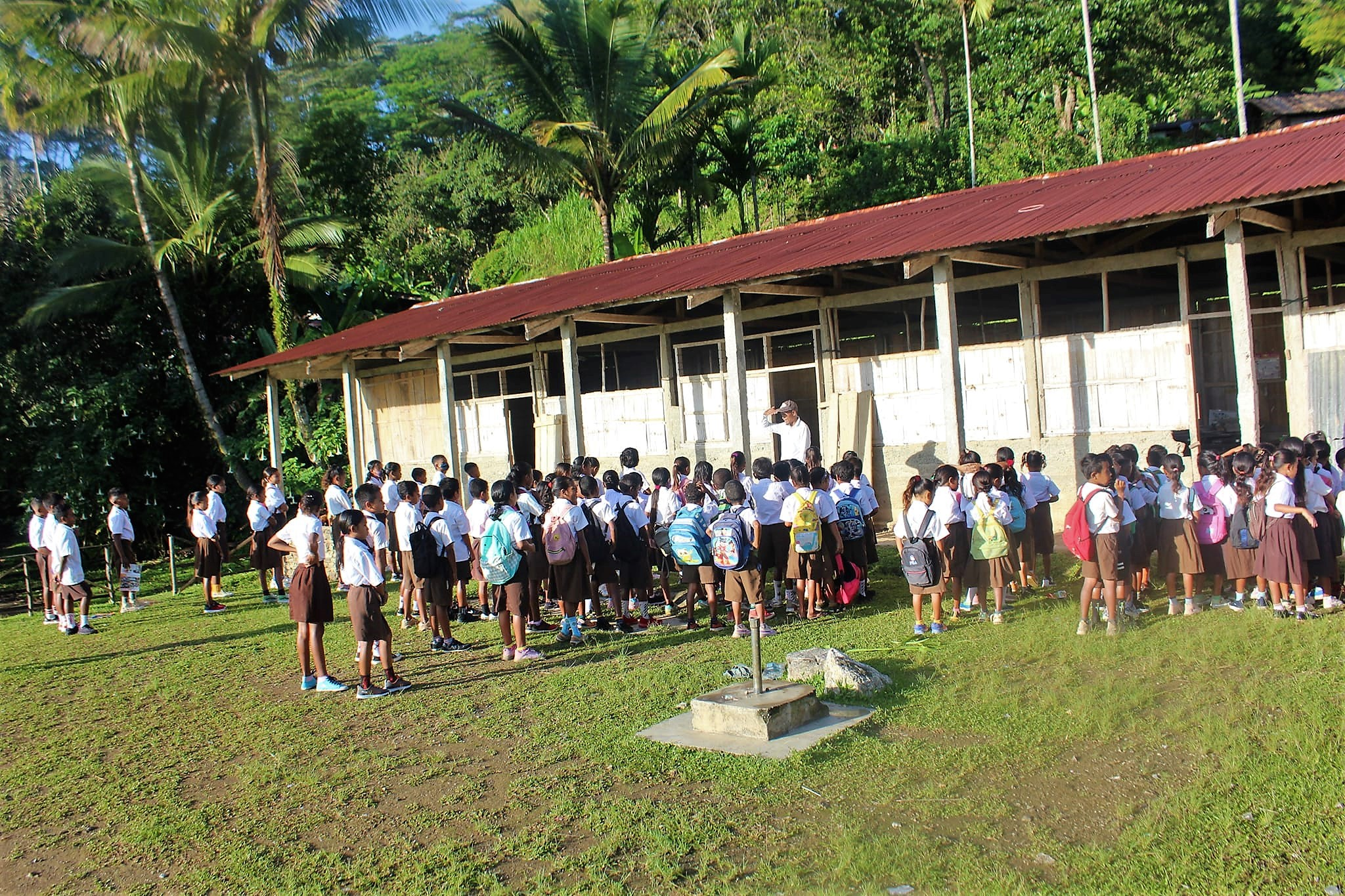
Grundschule Dom Hunu Berek Mateus
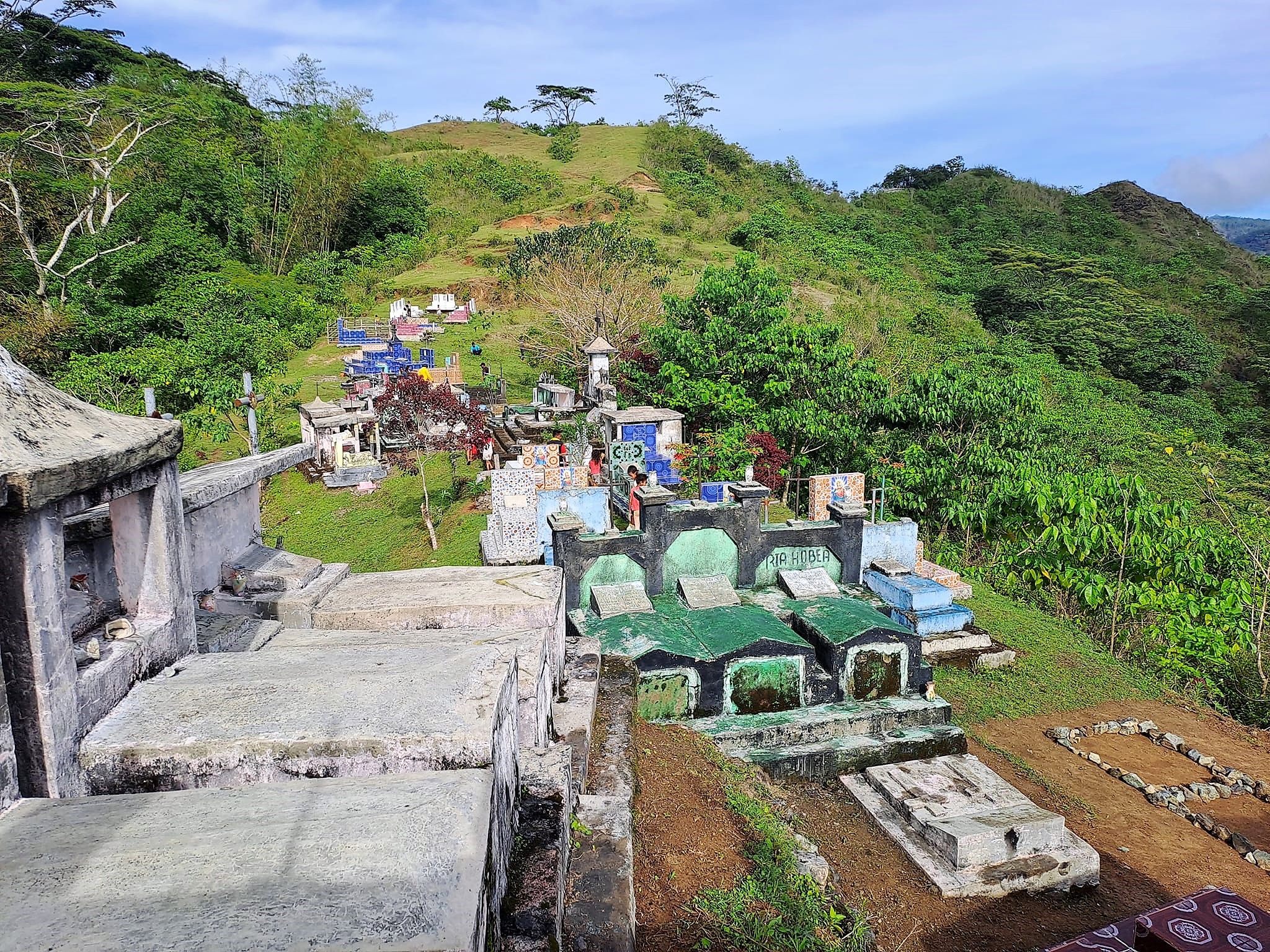
Der Friedhof Ida-Idak

## Einwohner
In Bubussuso leben 854 Einwohner (2022), davon sind 423 Männer und 431 Frauen. Im Suco gibt es 159 Haushalte. Über 96 % der Einwohner geben Lakalei als ihre Muttersprache an. Jeweils etwa anderthalb Prozent sprechen Tetum Prasa und Tetum Terik.

Einwohner von Bubussuso in Tracht (2022)
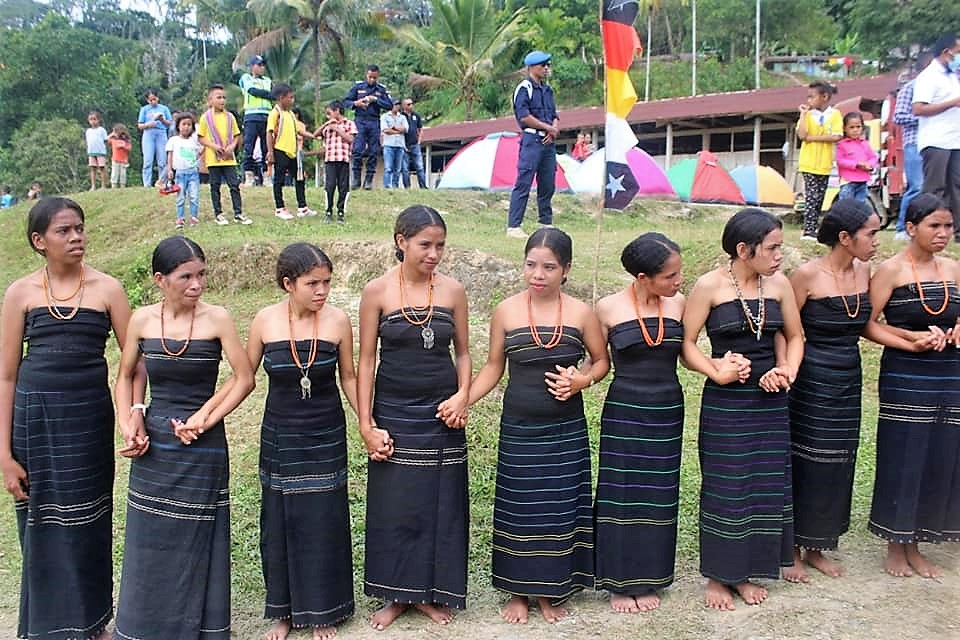
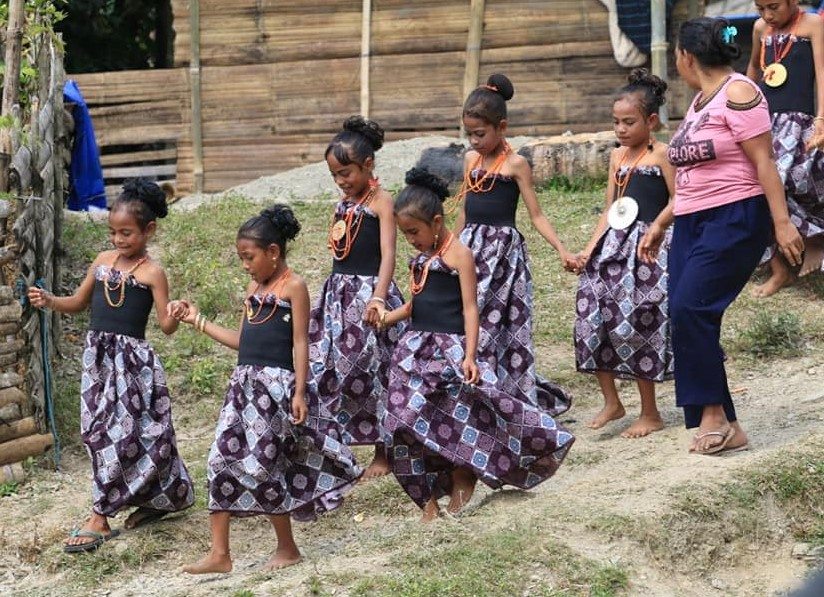
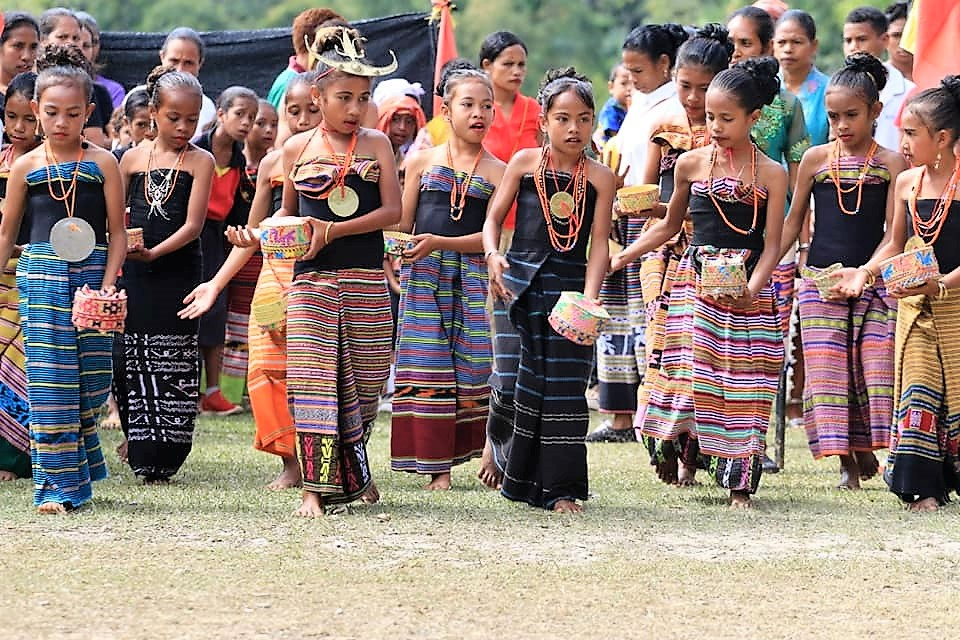
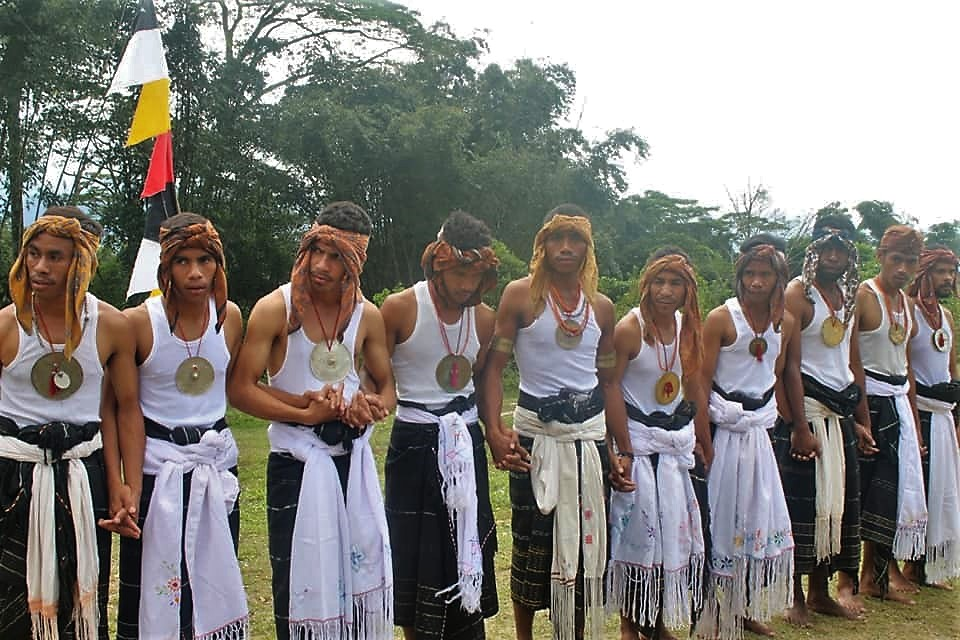

## Geschichte

Bibissousso auf einer Karte Timors aus dem 18. Jahrhundert

Bubussuso war eines der traditionellen Reiche Timors, die von einem Liurai regiert wurden. Es erscheint als Bibissuço auf einer Liste von Afonso de Castro, einem ehemaligen Gouverneur von Portugiesisch-Timor, der im Jahre 1868 47 Reiche aufführte. Eine Liste von 1769 nennt das Reich Bibisuso. Der britische Forschungsreisende Henry Ogg Forbes berichtete am Ende des 19. Jahrhunderts, dass wenn der Liurai von Bibissuço keinen Sohn als Erben hatte, der Liurai des benachbarten Reichs Manufahi um einen Sohn als neuen Herrscher gebeten wurde. Dafür erhielt Manufahi eine Abgabe.
Ab 1860 gehörte Bibissuço zur gleichnamigen Militärkommandantur, zusammen mit Samoro, Claco, Foulão, Tutuluro und Turiscai. 1883 kam es zur Militärkommandantur Alas.

Bilder von Bibiçuço von Henry Ogg Forbes, 1885
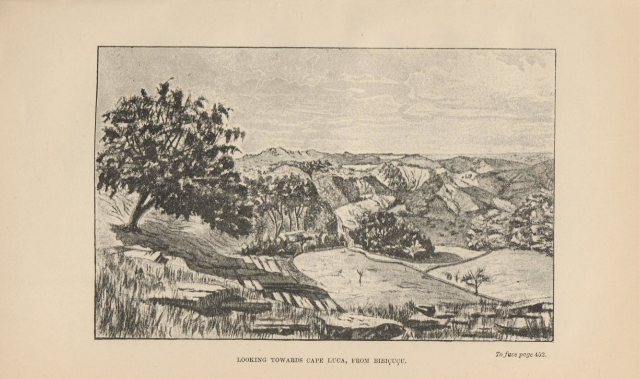
Blick in Richtung Kap Luca von Bibiçuço aus
Hütten in Bibiçuço
Das Serarata-Tal

Während der Rebellion von Manufahi (1911/12) war Bubussuso mit Boaventura verbündet, dem aufständischen Liurai von Manufahi. Die Rebellion endete im Oktober 1912 mit der Gefangennahme von Boaventura. Die zu Portugal loyalen Liurais, ohne die ein Sieg wohl nicht möglich gewesen wäre, erhielten zum Dank militärische Ränge eines Majors oder Oberstleutnants. Umgekommene oder gefangengenommene Herrscher, wie Afonso Hornai de Soares Pereira von Bubussuso, wurden durch loyale Anhänger Portugals ersetzt, ohne Rücksicht auf die traditionelle Nachfolge zu nehmen.
Herrscher von Bibissuço

Dom Afonso de Bibiçuço und sein Gefolge

- Dom Francisco Soares da Costa (1815)
- Dom Manuel Fernandes Tavares (1854)
- Dom Florencio Fernandes Hornay (1874–1881)
- Dom Afonso Hornay de Soares Pereira (1885–1913)

1975 begann Indonesien mit der Besetzung von Osttimor. Fatuberlio war ein Rückzugsgebiet des Widerstands durch die FALINTIL. Die Einwohner der Sucos Bubussuso, Caicassa und Fahinehan ergaben sich den Invasoren 1978, nachdem die Widerstandsbasis (base de apoio) Centro Sul zerstört worden war. Zunächst wurden sie in der Küstenregion Manufahis versammelt, dann in Fahinehan unter der Kontrolle des indonesischen Airborne Infantry Battalion 100. Viele der Zivilisten starben durch den Mangel an Nahrungsmitteln und Medikamenten. In der Umgebung durften die Internierten nur in Begleitung von Soldaten nach Nahrung suchen. Dabei durften sie sich nicht mehr als ein Kilometer vom Lager entfernen. Zwei Männer wurden erschossen, weil sie die Grenze überschritten hatten. Auch im Ort Turiscai wurden Einwohner der drei Sucos interniert.
1981 wurden die Einwohner von Bubussuso und Fahinehan von den indonesischen Besatzern nach Oeto (Suco Dotik, Subdistrikt Alas) zwangsumgesiedelt, weil sie in Verdacht standen, die FALINTIL weiter mit Nahrungsmitteln zu versorgen. Die Felder wurden von den indonesischen Soldaten niedergebrannt, damit sie nicht der Widerstandsbewegung nutzen konnten. Für die Zwangsumgesiedelten wurde der neue Ort Weberec gegründet. Da die Menschen aus dem Norden von Fatuberlio als Bergbewohner nur ihre fruchtbaren Felder gewohnt waren, hatten sie Schwierigkeiten im heißen, sumpfigen Flachland, was zu vielen Todesfällen führte. Bis 1983 erfolgte die Rücksiedlung in die angestammten Gebiete.

## Politik

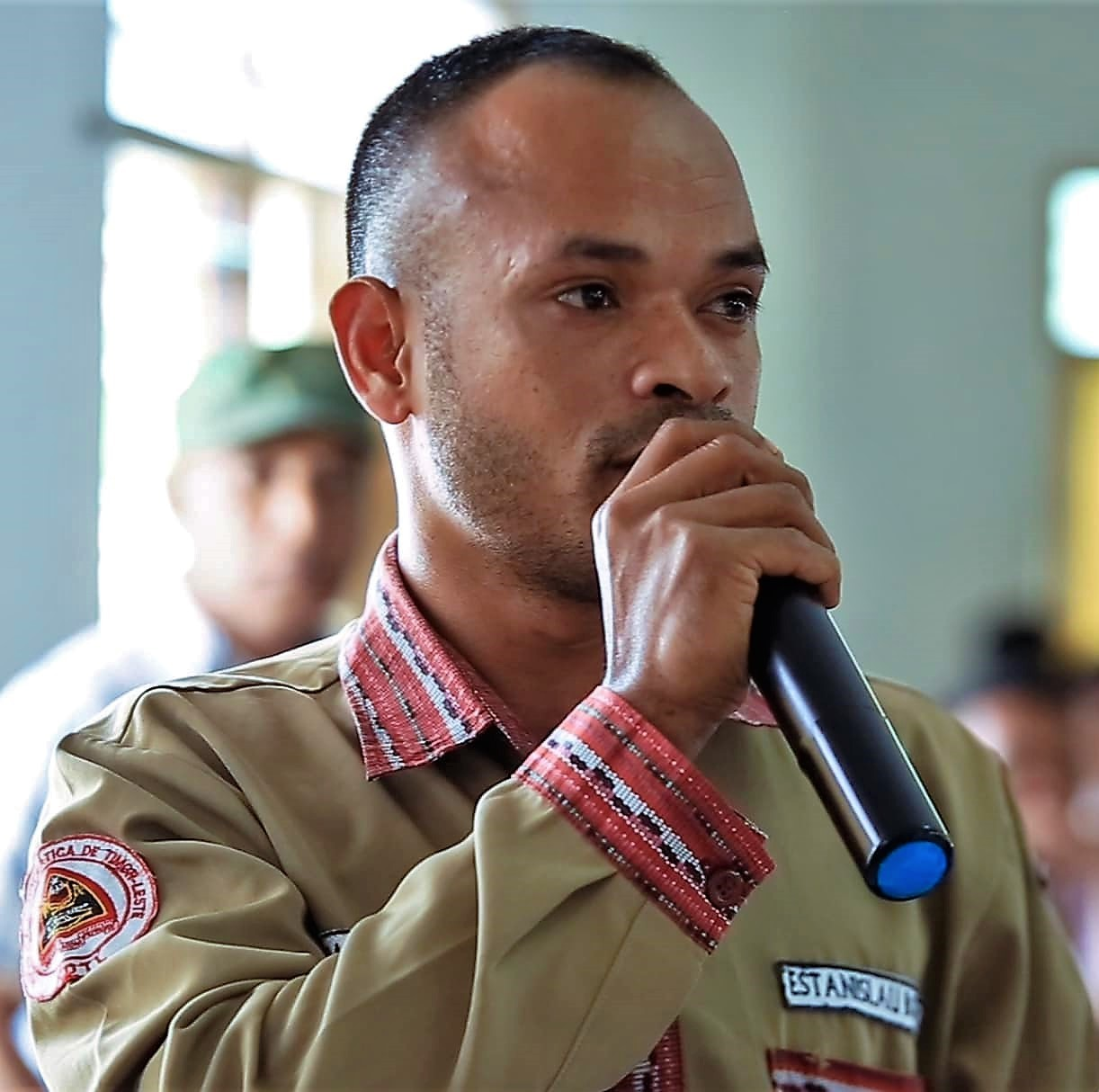
Estanislau Borges (2022)

Bei den Wahlen von 2004/2005 wurde Francisco Amaral zum Chefe de Suco gewählt und 2009 in seinem Amt bestätigt. Bei den Wahlen 2016 gewann Estanislau Borges.